# Michałki Wielkie
Michałki Wielkie (biał. Вялікія Міхалкі; ros. Великие Михалки) – wieś na Białorusi, w obwodzie grodzieńskim, w rejonie świsłockim, w sielsowiecie Werdomicze.
W dwudziestoleciu międzywojennym leżały w Polsce, w województwie białostockim, w powiecie wołkowyskim, do 30 grudnia 1922 w gminie Porozów, następnie w gminie Świsłocz.